# THE OUTLETS
THE OUTLETS（ジ・アウトレット）は、イオンモールが新規開発・店舗運営を行うアウトレットモール。

## 店舗

### 1号店：THE OUTLETS HIROSHIMA（ジ・アウトレット ヒロシマ）
2018年（平成30年）4月27日、広島県広島市佐伯区『西風新都グリーンフォートそらの』地区の商業施設エリアにTHE OUTLETS HIROSHIMAとして初出店。
当施設の1階は、イオンモールと同等のテナントと中央に食品売り場として、イオンリテールがイオンスタイルを出店させており、2階はアウトレットモール形式となっている。

### 2号店：THE OUTLETS KITAKYUSHU（ジ・アウトレット キタキュウシュウ）
2022年（令和4年）4月28日、福岡県北九州市八幡東区にある『イオンモール八幡東』に隣接していたスペースワールド跡地に出店。

### 3号店：THE OUTLETS SHONAN HIRATSUKA（ジ・アウトレット ショウナン ヒラツカ）

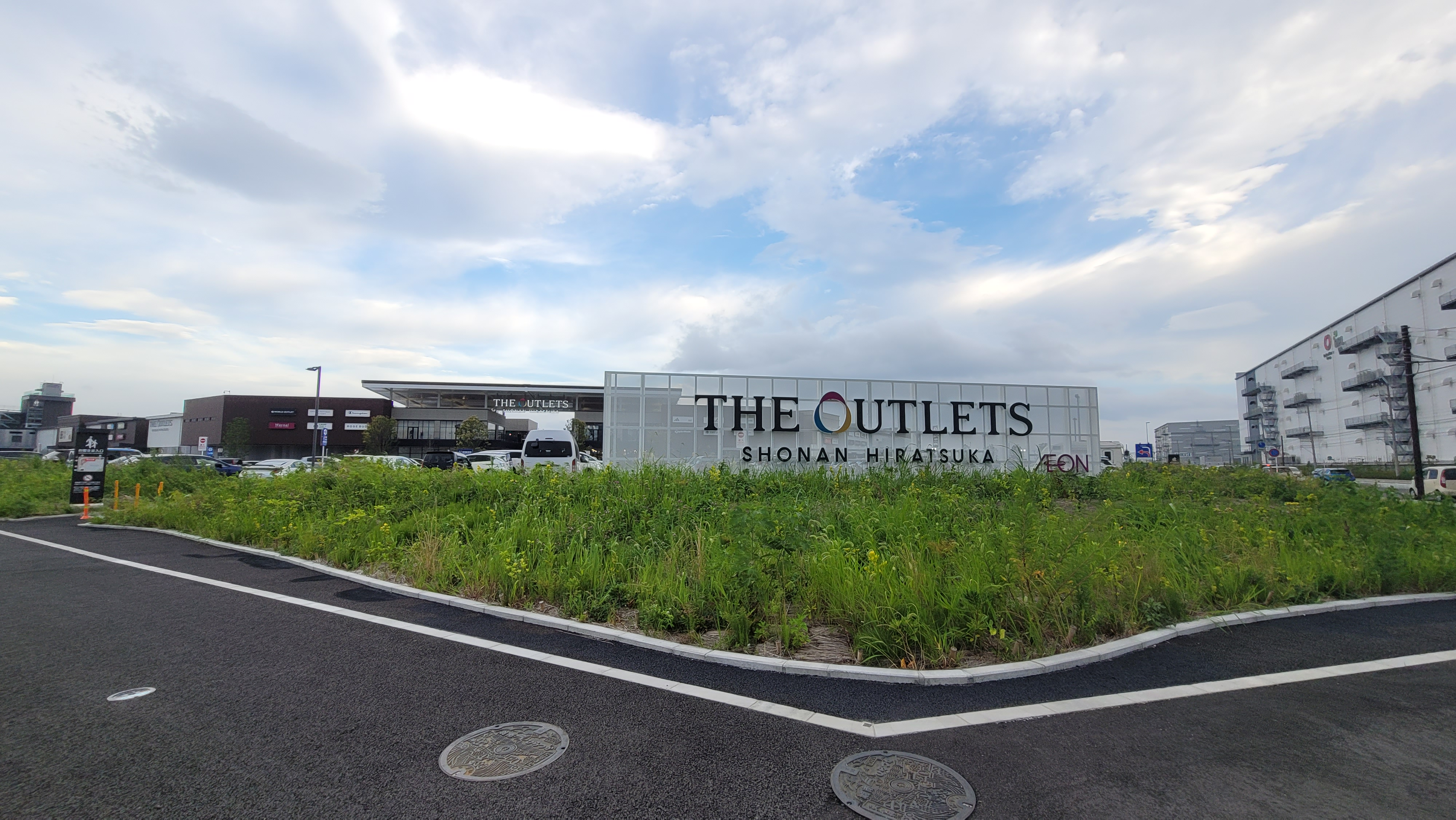
THE OUTLETS SHONAN HIRATSUKA

2023年（令和5年）4月28日、神奈川県平塚市『ツインシティ大神』地区の商業施設エリアにTHE OUTLETS SHONAN HIRATSUKAとして関東初出店。